# オートラジオグラフィー

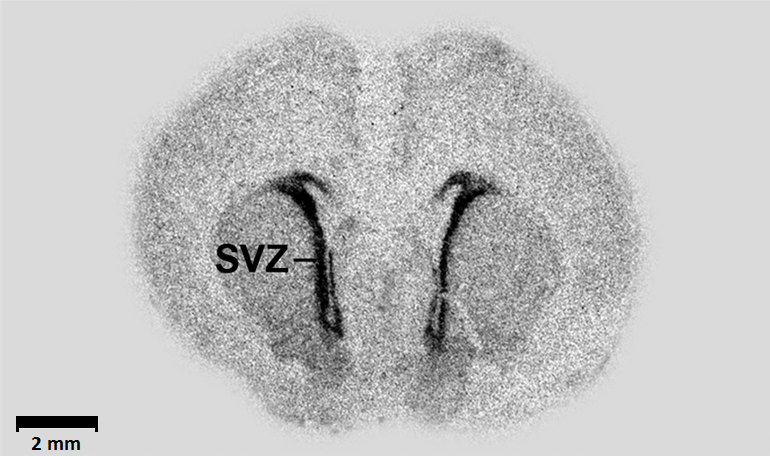
胚性ラットからの脳切片のオートラジオグラフィー

オートラジオグラフィー（英: autoradiography）は、放射線写真法やオートラジオグラムとも呼ばれ、分布している放射性物質から放出されるベータ線粒子やガンマ線から画像(オートラジオグラフ)を作成する手法である。生物学においては、放射性物質が特定の組織に滞留することを確認する手法として用いられる。放射性物質は、代謝系経路に導入されたり、レセプターや酵素に結合したり、核酸に組み込まれたりする。オートラジオグラフの撮影のために、放射性アイソトープでラベルされた組織部にフィルムや乾板をあてる。 
組織内にレセプターがどのように分布しているかを特定するため、放射性アイソトープでラベルされたリガンドが用いられる。in vivoの場合には、組織を切除したり区分けするなどの前処置をした後、リガンドを循環系に導入する。in vitroの場合は、組織片にリガンドを添加する。リガンドは、一般的に3H(トリチウム)や125Iが用いられる。放射性ラベルされたオリゴヌクレオチドやRNA("riboprobes")を用いて組織内でのRNA翻訳の分布を調べる手法は、in situ hybridization histochemistryと呼ばれる。RNAやDNAウイルスの配列もこの手法で検知できる。これらのプローブは、32P、33P、35Sで通常ラベルされる。
このオートラジオグラフィー技術は、ポジトロン断層法(PET)装置やSPECTのような3次元映像化装置とよく比較されるが、これら立体的手法では、放射性物質が集まっている正確な3次元位置を特定するために同時計数器(coincidence counter)やガンマ線カウンタなどが注意深く用いられている。

## 引用文献
1. Andrew W. Rogers. Techniques of Autoradiography, Elsevier North Holland, 3rd edition, 1979.
2. Yamamura HI, Kuhar MJ, Snyder SH. In vivo identification of muscarinic cholinergic receptor binding in rat brain. Brain Res. 80(1):170-6, 1974. PMID 4421615
3. Young WS 3rd, Kuhar MJ. A new method for receptor autoradiography: [3H]opioid receptors in rat brain. Brain Res. 179(2):255-70, 1979. PMID 228806
4. Jin L, Lloyd RV. In situ hybridization: methods and applications. J Clin Lab Anal. 11(1):2-9, 1997. PMID 9021518